# Julia Leigh
Pour les articles homonymes, voir Leigh.
Œuvres principales
- Le Chasseur

Julia Leigh, née en 1970 à Sydney en Nouvelle-Galles du Sud, est une écrivaine, scénariste et réalisatrice australienne.

## Biographie
Née en 1970 à Sydney, en Nouvelle-Galles du Sud, Julia Leigh est l'aînée de trois filles. Son père était médecin et sa mère professeur de mathématiques.  
Elle a fait des études de philosophie et de droit à l'université de Sydney et a été admise à la Cour suprême de la Nouvelle-Galles du Sud en tant que juriste. Pendant un certain temps, elle a travaillé comme conseillère juridique à l'Australian Society of Authors, où elle s'est intéressée à l'écriture. Parmi ses mentors figurent les auteurs Frank Moorhouse et, dans le cadre de l'édition 2002-2003 du Programme Rolex de mentorat artistique, Toni Morrison. En 2009, Julia Leigh a obtenu un doctorat en anglais de l'université d'Adélaïde.
Julia Leigh est la scénariste et réalisatrice de Sleeping Beauty un film de 2011 avec Emily Browning sur un étudiant universitaire entraîné dans un monde mystérieux de désir. Il était en sélection officielle au festival de Cannes 2011. Son roman Le Chasseur, est adapté en 2011 au cinéma sous le titre The Hunter.
Julia Leigh a passé de longues périodes à Paris et à New York (où elle était professeur associé d'anglais au Barnard College)

## Œuvres littéraires
Julia Leigh est l'autrice des romans Le chasseur (1999) et Ailleurs (2008), qui ont été salués par la critique. Ailleurs a remporté le prix Encore pour les deuxièmes romans les plus remarquables en 2000. Le chasseur a été adapté en un long métrage de 2011 avec Willem Dafoe, Sam Neill et Frances O'Connor. Julia Leigh a également écrit et fait ses débuts en tant que réalisatrice avec Sleeping Beauty, un film de 2011 avec Emily Browning sur une étudiante universitaire entraînée dans un monde mystérieux de désir. Son film a été sélectionné en compétition principale au Festival de Cannes 2011.
En 2016, elle a publié un ouvrage autobiographique intitulé Avalanche sur ses propres expériences en matière de fertilisation in vitro. Dans une critique publiée dans le Sydney Morning Herald, Gretchen Shirm a conclu qu'"au cœur de ce livre se trouve une générosité sans borne, une volonté de transmettre une expérience personnelle pour la compréhension qu'elle offre aux autres". En 2015, Leigh a reçu la bourse Peter Blazey de l'Université de Melbourne pour son travail de développement sur Avalanche, et en 2016, elle a reçu la bourse de littérature de l'Australia Council pour son travail sur un nouveau roman.

### Romans
- Le Chasseur, Actes Sud, 2000 ((en) The Hunter, 1999), trad. Anthony Axelrad, 187 p. (ISBN 2-7427-2905-4)
- Ailleurs, Christian Bourgeois, 2008 ((en) Disquiet, 2008), romanPrix Shirley-Jackson 2008

Sélection de rentrée littéraire 2008 France Culture/Télérama
- Avalanche : une histoire d’amour, Christian Bourgois Éditeur, 2017 ((en) Avalanche, 2015), trad. Laurence Kiefé, 144 p.  (ISBN 978-2-267-03237-6)